# Anogcodes stenodera
Anogcodes stenodera là một loài bọ cánh cứng trong họ Oedemeridae. Loài này được Fairmaire miêu tả khoa học năm 1876.